# Lettország vasúti közlekedése
Lettország nemzeti vasúttársasága a Lett Vasutak (Latvijas dzelzceļš). A másik két balti államhoz és több kelet-európai országhoz hasonlóan Lettország is széles nyomtávot (1520 mm) használ. A hálózat teljes hossza 2298 km, ebből 33 km 750 mm-es keskeny nyomtáv. A nagyvasút 3000 V egyenárammal van villamosítva 257 km hosszan. Az újonnan villamosítani tervezett vonalak már 25 kV-os villamos vontatással fognak működni.

## Járművek

### Dízelmozdonyok
Teher
- LDz M62 sorozat - 33 mozdony
- LDz 2M62 sorozat - 40 mozdony
- LDz 2M62U sorozat - 30 mozdony
- LDz 2TE10M sorozat - 10 mozdony
- LDz 2TE10U sorozat - 14 mozdony

Személy
- LDz TEP70 sorozat - 15 mozdony

Tolató
- ČME3 (ChME3)- 57 mozdony
- LDz TEM2 sorozat - 7 mozdony
- LDz TGK2 sorozat - 1 mozdony
- LDz TGM3 sorozat - 1 mozdony
- LDz TGM23 sorozat - 2 mozdony

### Villamosmotorvonatok
- ER2 sorozat - 32 szerelvény
- ER2T sorozat - ismeretlen (néhány)
- ER2M sorozat - 1 szerelvény (No 605)

### Dízel motorvonatok
- DR1A sorozat - 31 szerelvény
- DR1AM sorozat - 10 szerelvény
- AR2 (railbus) sorozat - 1 szerelvény (tárolt állomány)

## Vasúti kapcsolata más országokkal
- Oroszország - azonos nyomtáv
- Litvánia - azonos nyomtáv
- Fehéroroszország - azonos nyomtáv
- Észtország - azonos nyomtáv